# Washington Mystics 2000
La stagione 2000 delle Washington Mystics fu la 3ª nella WNBA per la franchigia.
Le Washington Mystics arrivarono quarte nella Eastern Conference con un record di 14-18. Nei play-off persero la semifinale di conference con le New York Liberty (2-0).

## Roster
| N° | Naz.                   | Ruolo | Sportivo           | Anno | Alt. | Peso |
| -- | ---------------------- | ----- | ------------------ | ---- | ---- | ---- |
| 4  | Stati Uniti (bandiera) | A     | Tonya Washington   | 1977 | 183  | 75   |
| 5  | Stati Uniti (bandiera) | C     | Tausha Mills       | 1976 | 191  | 102  |
| 7  | Stati Uniti (bandiera) | C     | Michelle Campbell  | 1974 | 196  | 77   |
| 10 | Stati Uniti (bandiera) | A     | Murriel Page       | 1975 | 188  | 72   |
| 12 | Stati Uniti (bandiera) | G     | Keisha Anderson    | 1974 | 170  | 57   |
| 15 | Stati Uniti (bandiera) | G     | Nikki McCray       | 1971 | 180  | 72   |
| 16 | Ungheria (bandiera)    | G     | Andrea Nagy        | 1971 | 170  | 67   |
| 21 | Stati Uniti (bandiera) | G     | Beth Morgan        | 1975 | 183  | 68   |
| 23 | Stati Uniti (bandiera) | G     | Chamique Holdsclaw | 1977 | 188  | 76   |
| 24 | Stati Uniti (bandiera) | G     | Renee Robinson     | 1978 | 165  | 71   |
| 32 | Stati Uniti (bandiera) | G     | Markita Aldridge   | 1973 | 180  | 69   |
| 40 | Stati Uniti (bandiera) | A     | Vicky Bullett      | 1967 | 191  | 84   |
| 44 | Stati Uniti (bandiera) | A     | Heather Owen       | 1976 | 196  | 96   |

## Staff tecnico
- Allenatori: Nancy Darsch (9-11) (fino al 14 luglio)[1], Darrell Walker (5-7)
- Vice-allenatori: Melissa McFerrin, Tyrone Beaman